# Georg Kolbe
Georg Kolbe (Waldheim (Saksen), 15 april 1877 – Berlijn, 20 november 1947) was een Duitse beeldhouwer.

## Leven en werk
Kolbe ontving een schilder- en tekenopleiding in Dresden en voltooide zijn schildersopleiding in München. In 1897 ging hij naar Parijs, waar hij aan de Académie Julian verder studeerde. Van 1898 tot 1901 leefde hij in Rome. Beïnvloed door het werk van Louis Tuaillon (een Duitse beeldhouwer die van 1885 tot 1903 in Rome leefde) ging hij in 1900 beeldhouwen. Sinds 1904 woonde hij in Berlijn, waar hij lid werd van de kunstenaarsvereniging Berliner Secession. In 1905 won hij de Villa-Romana-Preis (een beurs), waarna hij een jaar doorbracht in Florence. Georg Kolbe kreeg in 1912 een brede bekendheid door de aankoop van zijn beeld „Die Tänzerin“ door de Nationalgalerie. In 1913 creëerde Kolbe zijn eerste Heine-monument in Duitsland (Frankfurt am Main). Van 1917 tot 1918 diende hij als militair in Istanboel, waar hij aansluitend een oorlogsmonument vervaardigde. In 1919 werd hij lid van de Preußische Akademie der Künste.
In de jaren twintig stond Kolbe op het hoogtepunt van zijn roem en was zijn werk op vele tentoonstellingen te zien. Na de machtsovername door de nazi's in 1933 werden ettelijke beelden, die in de openbare ruimte waren geplaatst, verwijderd. Toch ontving Kolbe nog eerbetoon, zoals de Goethe-prijs van de stad Frankfurt am Main in 1936 en werd hij ook nog uitgenodigd voor tentoonstellingen, zoals in München in het Haus der Deutschen Kunst.
In 1902 was Kolbe getrouwd met jonkvrouw Benjamine van der Meer de Walcheren (1881-1927), lid van de familie Van der Meer de Walcheren en zus van de letterkundige-priester Pieter van der Meer de Walcheren. Kolbe overleed in 1947 en werd in Berlijn begraven.

## Georg Kolbe Preis
Naar de beeldhouwer is de Georg-Kolbe-Preis genoemd, een kunstprijs die jaarlijks wordt toegekend door de Verein Berliner Künstler.

## Werken (selectie)
- 1902 Frauenbildnis, Dresden

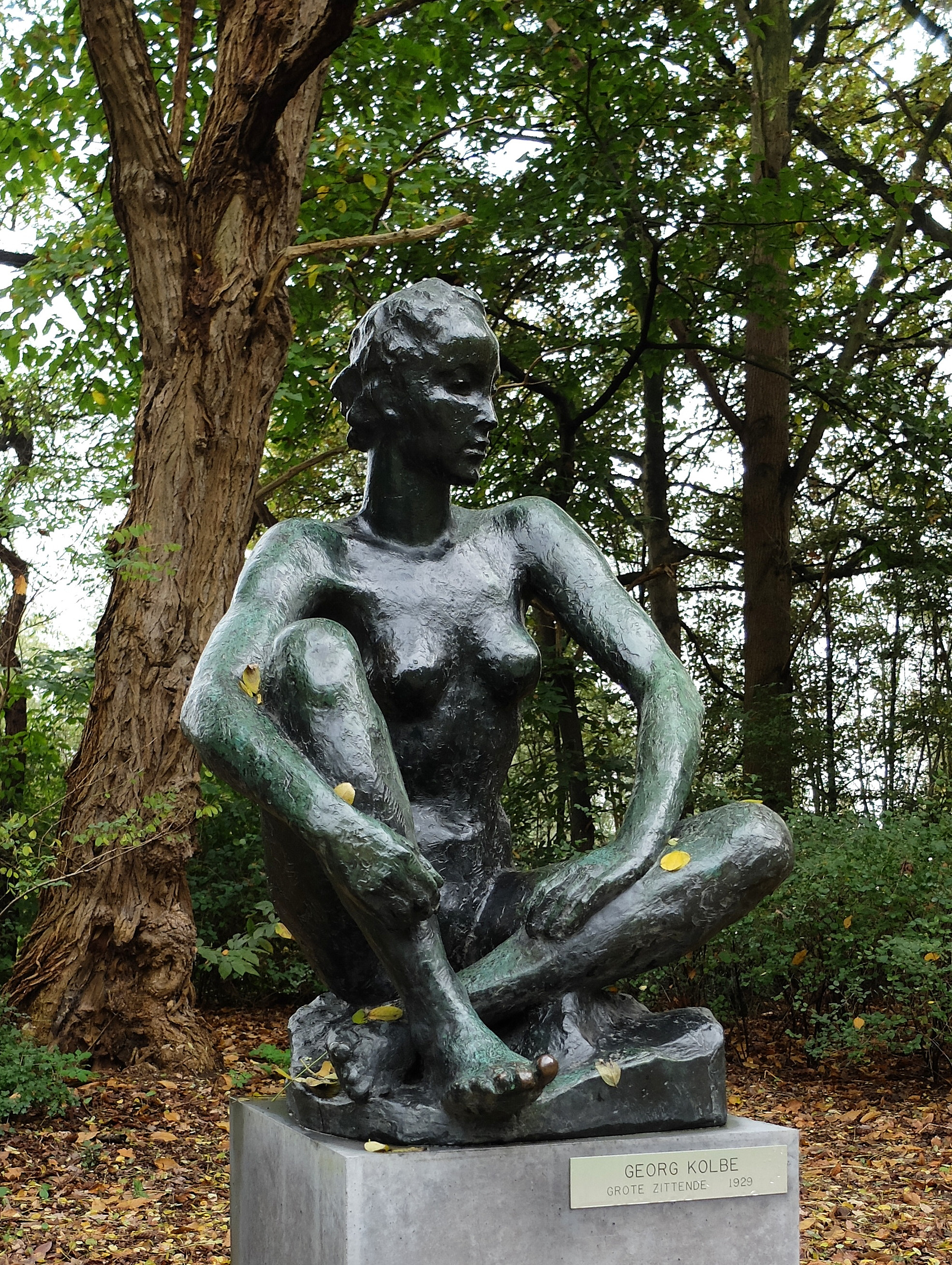
Georg Kolbe: Grote zittende, 1929

- 1912 Die Tänzerin, Nationalgalerie, Berlijn
- 1913 Heinrich Heine-Denkmal
- 1914 Große Badende, Beelden in het Grugapark Essen in Essen
- 1915/1917 Bellona, Kasinogarten in Wuppertal
- 1917/1918 Oorlogsmonument voor Therabia (thans het stadsdeel Tarabya) aan de Europese zijde van Istanboel, Turkije
- 1921 Assunta
- 1925 Der Morgen en Der Abend, in de Ceciliengärten, Berlijn (Het beeld Der Morgen stond in 1929 in het Duitse paviljoen op de Wereldtentoonstelling van 1929 in Barcelona)
- 1926 Kriegerdenkmal 1914-18 in Frankfurt am Main
- 1926 Kniende, Lehmbruck-Museum in Duisburg
- 1926–1947 Beethoven-Denkmal in Frankfurt am Main
- 1927 Badende Frauen (Paar) in het stadpark van Hamburg
- 1929 Grote zittende, Openluchtmuseum voor beeldhouwkunst Middelheim in Antwerpen
- 1930 Rathenau-Brunnen in het Volkspark Rehberge, Berlijn
- 1933, 1935 Zehnkampfmann en Ruhender Athlet in het Olympiapark Berlin, Berlijn
- 1939 Menschenpaar, Maschsee in Hannover
- 1945 Der Befreite
- busten van Henry Van de Velde (1913); Edith von Schrenk (1929); Ferruccio Busoni (1925); Max Slevogt (1929); Hans Prinzhorn (1933); Max Liebermann (1929)

## Fotogalerij

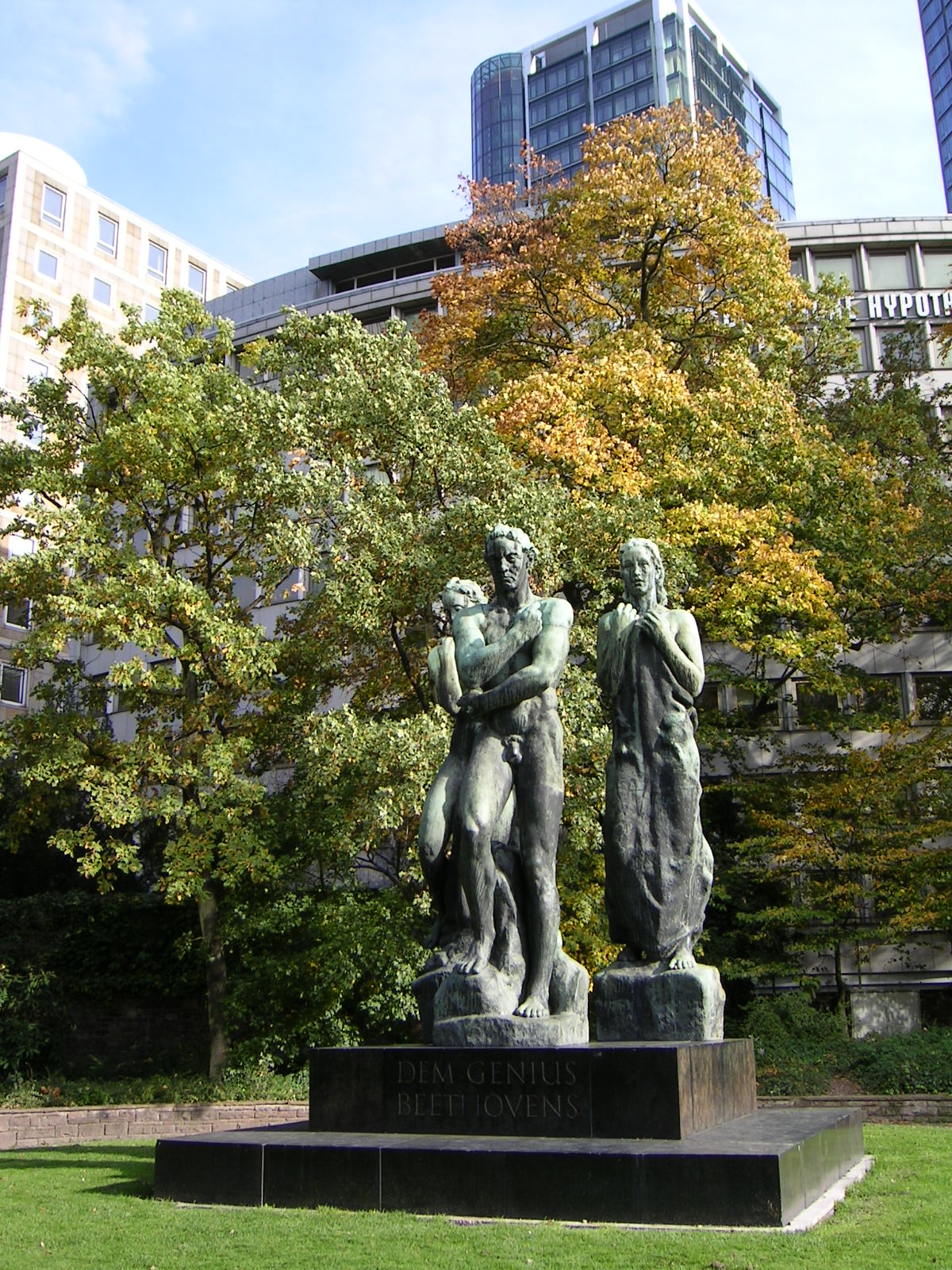
Beethoven-Denkmal, Frankfurt am Main
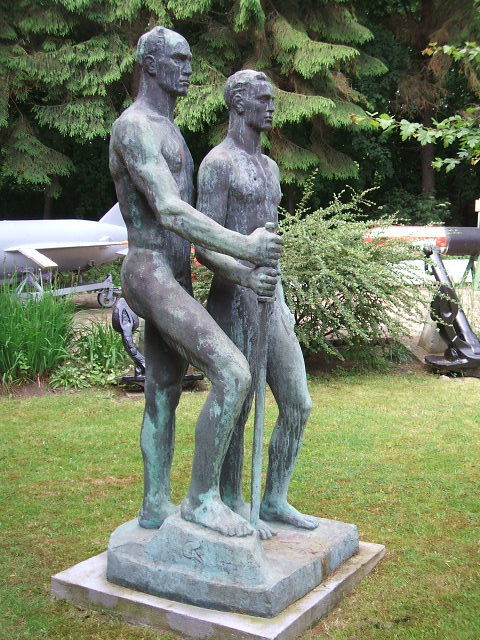
Monument Marinemuseum Dänholm (1935), Stralsund
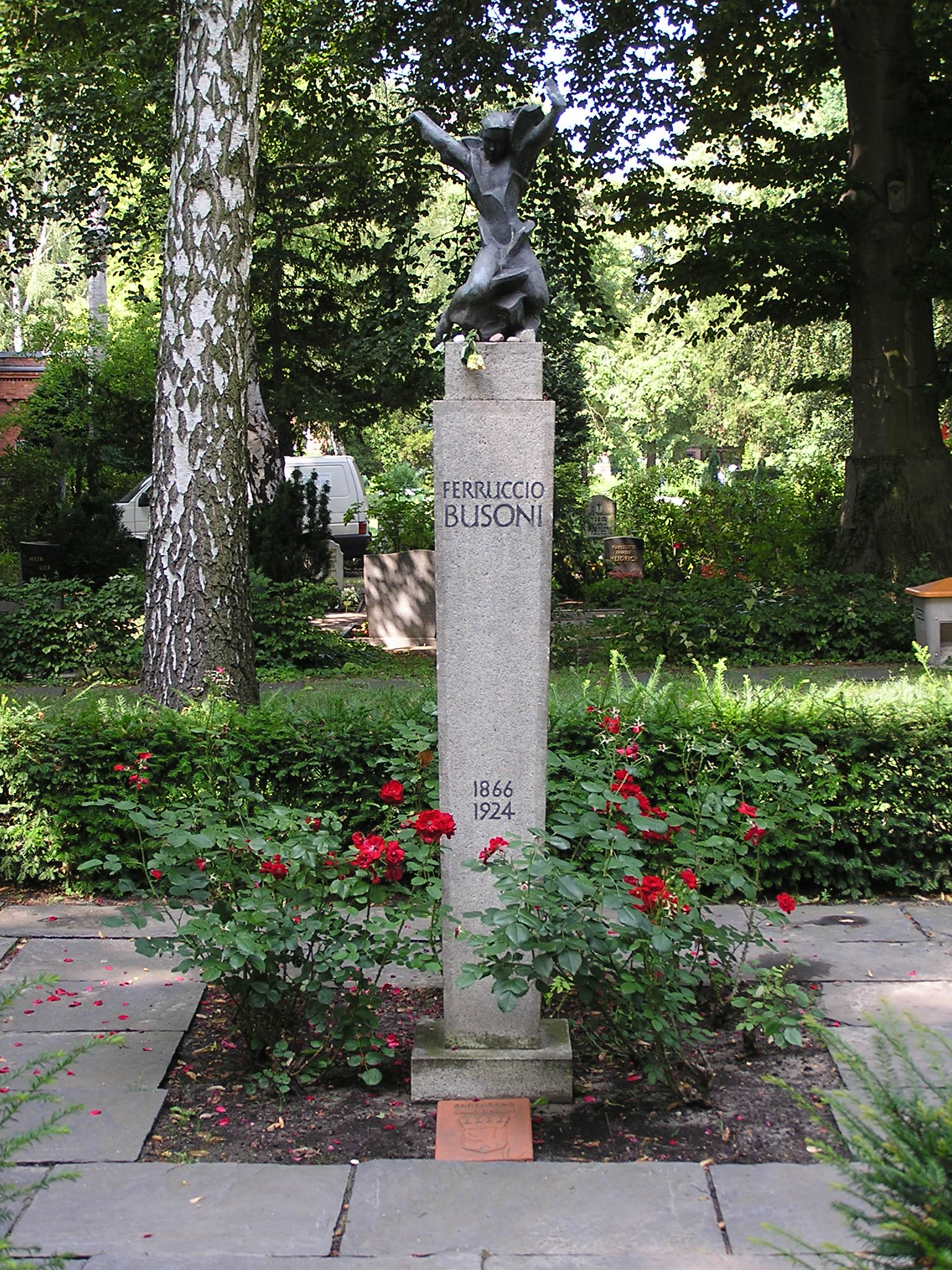
Graf van Ferruccio Busoni, III. Städtischer Friedhof in Berlijn-Schöneberg
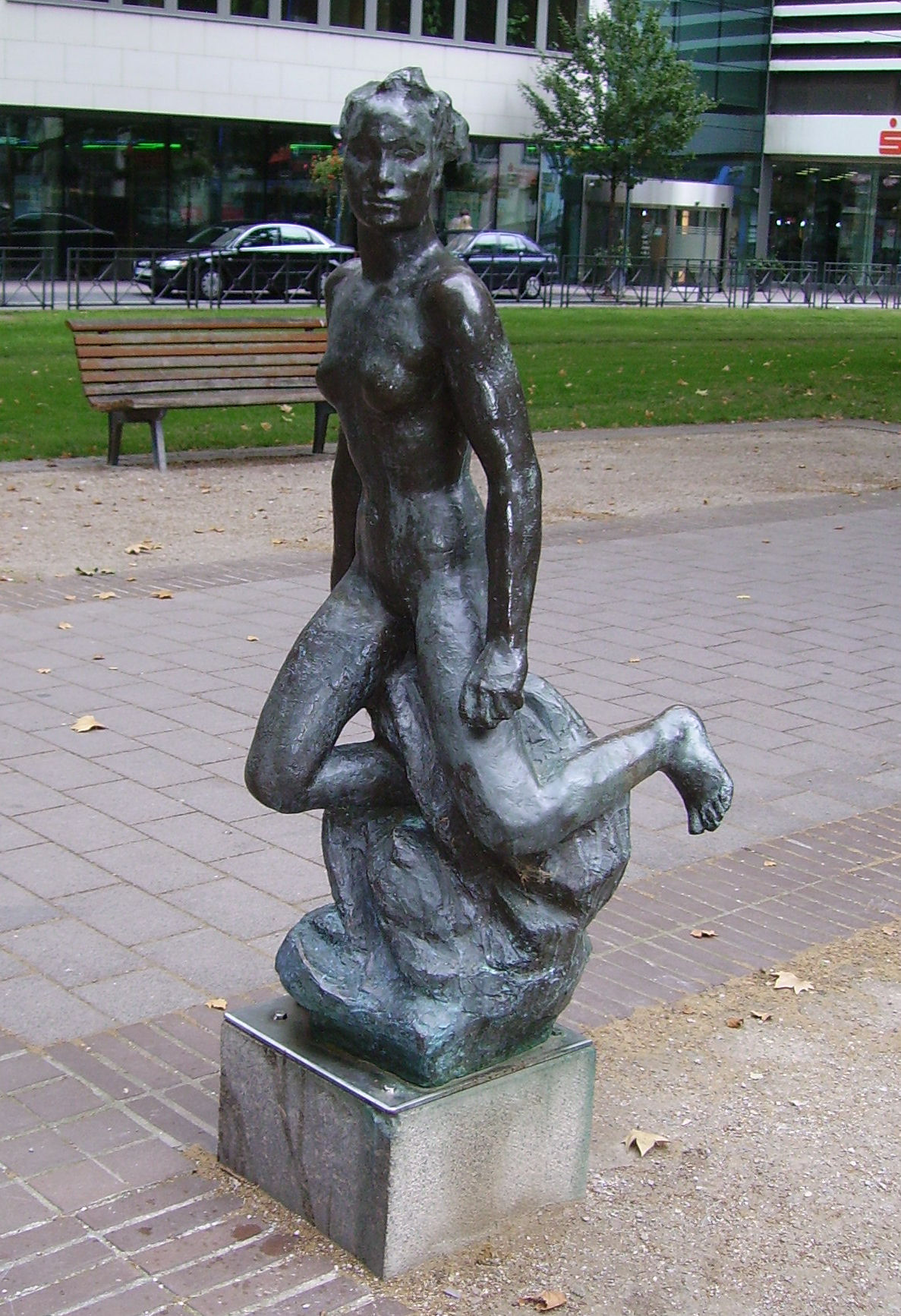
Fliegender Genius in Ludwigshafen am Rhein
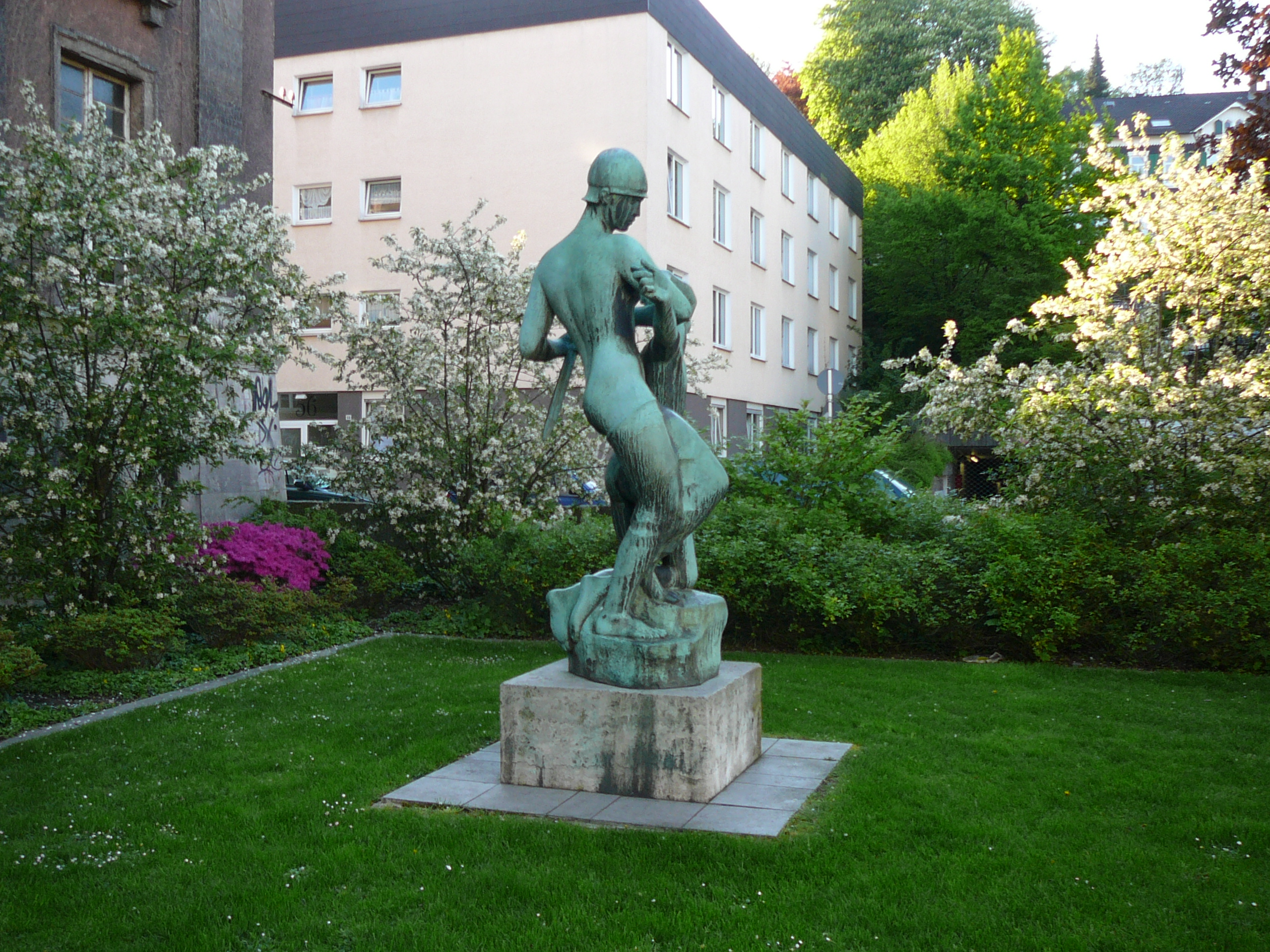
Bellona in Wuppertal